# 南通文廟
南通文廟（なんつうぶんびょう）は、中華人民共和国江蘇省南通市崇川区に位置する孔子廟。

## 歴史
南通文廟は北宋の太平興国5年（980年）に建立された。

## 建築物
大成殿、戟門